# 140-я стрелковая дивизия (1-го формирования)
140-я стрелковая дивизия (140 сд) — воинское соединение Вооружённых Сил СССР, принимавшее участие в Великой Отечественной войне.
Боевой период — 22 июня — август 1941 года

## История
Дивизия была сформирована в августе 1939 года на Украине. В июне 1941 входила в состав 36-го стрелкового корпуса Киевского Особого военного округа (228, 140 и 146-я стрелковые дивизии ). 22 июня дивизия находилась на марше в районе Хролин  .
24 июня 36 СК получил приказ занять оборону вдоль русла реки Иква, в районе Тарговица — Кременец . 25 июня немецкая 11-я танковая дивизия отбросила 228 сд и захватила город Дубно . 140 сд находилась южнее,  в районе Тросьцянец – Студзянка .28 июня 36-й стрелковый корпус в 14 часов двумя стрелковыми дивизиями (140 и 146сд) перешел в наступление с задачей вернуть Дубно и выйти на фронт Млынув, Козин . Попытка не увенчалась успехом, дивизии остались на прежнем рубеже обороны. 1 июля под ударами 57-й и 75-й пд вермахта 14-я кд, приданная 36 ск, оставила Кременец, оголив левый фланг корпуса . 2 июля 36-й стрелковый корпус в составе 6-й армии отходит на рубеж Ляховцы, Ямполь . 5 июля 36-й стрелковый корпус занимает оборону на фронте Корница,  Новоставцы. Перед фронтом корпуса небольшие части мотопехоты и мотоциклисты . 7 июля дивизии корпуса отходили через Староконстантинов на восток  . В этот же день был разгромлен штаб дивизии. Часть командиров погибла, некоторые попали в плен . 8 июля 36-й стрелковый корпус находится в районе Стетковцы, Носовки . 11 июля 140 сд в составе частей 49, 36-го и 37-го стрелковых корпусов безрезультатно контратакуют в направлении села Романовка . 12 июля дивизия продолжает оборонять рубеж Чесновка-Липятин  (примерно 10 км к юго-востоку от деревни Носовки). В этот же день возникла угроза уже левому флангу 49СК из-за отхода левого соседа - 8СК с рубежа Остропольского УР . В связи с этим 14 июля, с наступлением темноты 140сд, в составе уже 49-го стрелкового корпуса,  отступила на рубеж Лемешевка, Кустовцы . 17 июля 49 ск обороняется в нескольких километрах южнее, на рубеже сёл Немиринцы, Радовка .В связи с прорывом противника от Бердичева через Казатин на юго-восток создалась угроза окружения отходивших 6 и 12-й армий . К исходу 19.7.41 6 армия отходит на рубеж  Новая Гребля, Лосиевка, Турбов . С  утра 20 июля 47ск отходит на Плисков . 
22 июля 49СК (140, 190 и 197сд) 6-й армии совместно с частями 12-й армии и 24МК перешли в наступление на Оратов, Монастырище и овладели Оратов. В бою за Оратов захвачено до 200 автомашин, 300 мотоциклов, 40 пленных . 24 июля 49 ск, преодолевая сильный пулеметный, минометный и арт. огонь выдвинулся на рубеж  южная окраина Стадница - южнее опушки леса юго-западнее Калиновка. Части корпуса остановлены для приведения себя в порядок. 140 сд – двумя полками восточная часть леса юго-западнее Стадница, одним полком – Калиновка . 25 июля 6-я армия, в состав которого входил 49СК, были переданы Южному Фронту. 27 июля 1941 г. начался отвод войск армии в район Монастырище.49-й стрелковый корпус сначала отступал на рубеж Монастырище, Летичовка, лес западнее Летичовка , затем - на рубеж разъезд Лещиновка, Чайковка, Христиновка . 30 июля немецкие войска прорвали фронт 6-й армии, которая потеряла Христиновку . 49СК отходил севернее Умани и к исходу 31 июля отошел на промежуточный рубеж обороны: колхоз (3 км южнее Старые Бабаны),  Пиковец .
	2 августа части немецких 17А и 1ТГр соединились в районе Первомайска и на рубеже реки Синюха. Окружение  6 и 12-й армий было завершено . Окруженные части первоначально прорывались на восток, через реку Синюха . Однако, встретив здесь сильное сопротивление, с 3 августа они стали прорываться в юго-восточном направлении в районе села Подвысокое . Скученные на небольшом, простреливаемом насквозь пространстве между селами Подвысокое, Копенковатое и лесом Зеленая Брама остатки армии пытались прорваться в направлении Терновка и на юг через реку Ятрань.  В этих боях погибли остатки 140сд . Дивизия была расформирована в сентябре 1941г.

## Состав
- 445-й стрелковый полк
- 637-й стрелковый полк
- 798-й стрелковый полк
- 309-й артиллерийский полк
- 361-й гаубичный артиллерийский полк
- 263-й отдельный истребительно-противотанковый дивизион
- 143-й отдельный зенитно-артиллерийский дивизион
- 181-й разведывательный батальон
- 199-й сапёрный батальон
- 148-й отдельный батальон связи
- 227-й медико-санитарный батальон
- 201-й взвод дегазации
- 146-й автотранспортный батальон
- 149-я полевая хлебопекарня
- 175-я полевая почтовая станция
- 349-я полевая касса Госбанка

## Подчинение
| На дату    | Фронт              | Армия     | Корпус                 |   |
| ---------- | ------------------ | --------- | ---------------------- | - |
| 22.06.1941 | Юго-Западный фронт | -         | 36-й стрелковый корпус |   |
| 01.07.1941 | Юго-Западный фронт | 6-я армия | -                      |   |
| 13.07.1941 | Юго-Западный фронт | 6-я армия | 49-й стрелковый корпус |   |
| 25.07.1941 | Южный фронт        | 6-я армия | 49-й стрелковый корпус | - |

## Командиры
- Басанец Лука Герасимович (1 августа 1939 — 7 июля 1941) или (16.08.1939-19.09.1941) или (05.1939-07.1941), полковник.